# 호머 심슨
호머 제이 심슨(영어: Homer Jay Simpson)은 텔레비전 시리즈 애니메이션 《심슨 가족》에 주인공으로 등장하는 가상의 인물로 댄 카스텔라네타가 목소리를 연기한다. 그는 거대하고 성공적인 심슨 가족 만화의 캐릭터들 중에서 가장 유명한 캐릭터다. 또한 그의 감탄사인 “D'oh!”는 옥스퍼드 영어사전에도 수록되었다.
호머는 미국 노동계급의 몇 가지 특징을 구체화했다. 그의 특징은 미숙하고 뚱뚱하고 무능하며 참을성없고 꼴사납고 생각없이 사는 대책없는 주정뱅이다. 교외에 거주하는 육체 노동자의 삶을 살면서도 몇 가지 놀라운 경험을 했다. 식탐 많고 게으르고 사고뭉치이고 매우 멍청한 인물인데도 때때로 놀라운 그만의 능력이나 격렬할 정도의 가족에 대한 보호와 헌신과 같은 그의 중요 가치들을 반영하는 성실함을 보여준다. 영국의 신문 더 타임즈는 그를 가장 위대한 현대 코미디의 산물이라고 묘사했다.
마지와 결혼했으며, 스프링필드에서 바트, 리사, 매기 3명의 자녀를 데리고 살고 있다. 맥주와 도넛을 매우 좋아하며, 멍청하게 묘사된다. 사람의 말에 집중을 잘 하지 않지만, 가족에 대한 사랑만큼는 누구에게도 뒤지지 않는 아빠다.

## 심슨 가족에서의 역할

### 생애
심슨 가족은 캐릭터들이 나이를 먹지 않는 구조를 따름에도 불구하고 쇼는 방영된 년도로 분명한 날짜를 설정한다. 호머는 1956년 5월 12일에 태어났다. 호머는 그의 부모인 모나 심슨과 에이브러햄 심슨에 의해 길러졌다. 호머가 9-12세였던 1960년대 중반, 모나는 몽고메리 번즈의 화학 실험실을 폭파하려다 번즈에게 덜미가 잡힌 이후 잠적해 수배생활을 하게 된다. 모나의 잠적 이후 에이브러햄 혼자 호머를 키우게 되었고 호머는 1972년경에 스프링필드 고등학교에 입학하고 마지 심슨과 1974년에 사랑에 빠진다. 마지는 호머가 미니어쳐 골프장에서 일하던 1981년에 바트를 임신하고, 그들은 국경 근처 작은 교회에서 약소한 결혼식을 올리고 결혼 생활을 트럭 정류소에서 시작한다. 그리고 나머지 결혼 생활은 마지의 부모의 집에서 보낸다. 스프링필드 원자력 발전소에서 직업을 얻는 데 실패한 뒤, 호머는 그의 가족을 부양하기 위한 직업을 찾기 위해 마지 심슨을 떠난다. 그는 마지가 그를 찾고 다시 돌아오도록 설득하기 전까지 Gulp n' Blow라는 타코 식당에서 일했다. 결과적으로 호머는 몽고메리 번즈에게 맞서게 되고 발전소에 직업을 얻게 된다. 마지는 그들이 첫 집을 사기 전인 1983년 리사 심슨을 임신하고, 1985년 호머는 남성 4인조 중창단인 Be Sharps의 리더 싱어로서 성공을 거두고, 결국 그래미 상을 수상한다. 그 시간에, 호머는 가정에 소홀해 결혼 생활에 지장을 주었다. 그룹이 해체된 뒤, 호머는 그의 전 삶을 계속하기 위해 스프링필드로 돌아온다. 1989년, 호머는 꿈꾸던 볼링장 아르바이트를 시작한다. 그러나 불행하게도 마지는 그가 새 직장을 얻고서 바로 매기 심슨을 임신하게 되고, 아르바이트로는 그의 가족을 부양할 수 없었기에 다시 원자력 발전소로 복귀한다.
심슨 가족 DVD에 실린 작가들과 제작자들의 해설에 의하면, 호머는 나이는 본디 34세이지만, 심슨 가족의 제작진들이 나이를 먹으면서, 호머도 더 나이가 든 것처럼 작화를 변경했고, 이후 공식적으로 호머의 나이를 38세로 변경했다. 이것은 호머의 나이가 현재 36세라고 규정한 '더 호머 북'과 위배된다.

### 성격
호머의 성격은 보통 멍청함, 게으름, 폭발적인 분노 중 하나이다. 그는 주로 낮은 지적 수준을 보여주며, 감독 데이비드 실버맨은 이를 '그의 멍청함이 창조적으로 명석'하다고 묘사한다. 호머는 일에 대해 막대한 게으름을 보여주고, 과체중이며 '그의 위에 헌신적이다.'라는 말이 있을 정도로 대식가이다. 그의 낮은 지능은 뇌에 박힌 크레용과 관련있으나 식탐은 천부적인 듯하다. 자식이 곤경에 처했을 때 어느정도 도와주려는 의지를 보이나 도움이 되지 않거나 상황이 더욱 나빠지기도 한다.

### 지금까지 일했던 곳(혹은 직업)
- 원자력 발전소 안전감독관(기본 직업)[2]
- 햄버거가게
- 볼링장(얼마 안가 해고됨.)
- 제설사업
- 미니골프장
- 간이식당
- 번즈의 비서(스미더스가 휴가를 떠날 동안 잠깐 맡게 됨.)
- 야구장 마스코트
- 암살자(핼러윈 스페셜 한정)
- 육군 병사(시험에서 통과 못해 다른 군인들의 실험대상이 됨.)
- 해군 잠수함 승무원(함장이 어뢰 발사관 안에 있던 이물질을 제거하고 있을 때 호머가 어뢰 발사명령을 내려 함장이 죽자, 호머가 함장이 되어서 승무원들을 위험에 빠뜨린다.)
- 킴 베이싱어와 알렉 볼드윈의 매니저
- 킴 베이싱어와 알렉 볼드윈의 개인물품 이동식 박물관(킴과 알렉이 호머를 해고하자 호머는 열받아서 그들의 개인물품들을 전시.)
- 대형마트의 산타클로스
- 마피아(팻 토니의 아들인 마이클이 마피아 조직 운영에 소극적인 태도를 보이자 바트 심슨과 함께 마피아 조직을 운영함)
- 폐유판매사업(바트 심슨과 함께 했던 사업. 하지만 대형업체의 횡포 때문에 사업이 어려워지자 학교 식당의 폐유를 훔칠 계획이었지만, 학교 식당의 폐유는 학교 관리자 윌리의 퇴직금이었기 때문에 윌리의 방해로 실패한다.)
- 컨트리 가수 러린 럼프킨의 매니저
- 우주 비행사
- 사신(핼러윈 스페셜 한정)
- TV 정치프로그램 진행자
- 컴퓨글로보하이퍼메가넷의 CEO (빌게이츠가 호머의 회사를 인수함.)
- 불법양조장 (금주령으로 인해 스프링필드에서 술을 구할 수 없게 되자 바트와 함께 지하실에 욕조들을 설치한 후 불법으로 술을 만듬.)
- 컬링 국가대표
- 목사(게이들을 결혼시켜 떼돈을 벌기 위해 시작함.)
- 헤어디자이너(여자들의 수다를 못이기고 그만둠)

## 가계도
호머 심슨의 가계도는 다음과 같다.
- 증조부 - 버질 심슨(흑인)
- 증조모 - 마벨 심슨
  - 조부 - 올리버 심슨
  - 조모 - 우마 히크먼
    - 부친 - 에이브러햄 심슨
    - 모친 - 페넬로페 올리버(모나 심슨)
      - 호머 심슨
      - 배우자 - 마지 부비에(마지 심슨)
        - 장남 - 바트 심슨 (바솔로뮤 조조 심슨)
          - 쌍둥이 손자 2명 - 이름 미상

        - 아들 - 휴고 심슨[3]
        - 장녀 - 리사 심슨
          - 외손녀 - 지아 심슨

        - 차녀 - 매기 심슨
          - 외손녀 - 이름 미상

조부가 흑인이라서 심슨가족은 흑인 혼혈이다. 기존에 인터넷에 돌아다니던 가계도는 잘못된 가계도다.

## 운이 좋은 사나이
호머 심슨은 다른 등장인물들에 비해서 매우 운이 좋은 편이다. 직장인 원자력발전소에서는 제대로 근무하는 일이 없음에도 단 한번도 징계받거나 해고되지 않으며, 작품의 설정상 해고된다고 해도 얼마 안가서 복직되었다. 프랭크 그라임즈가 등장하는 에피소드에서 프랭크는 호머를 매우 질투하는데 그 이유는 자신은 온갖 고생을 다 겪었는데, 가진 거라고는 허름한 집과 몇가지 물건 뿐이지만 직장에서 게으르고 나태한 호머가 예쁜 아내와 공장을 소유한 아들 똑똑한 딸, 좋은 집과 2대의 자동차를 가졌기 때문이다.

## 기타 특징
- 호머가 탈수 상태가 되면 그의 아버지 에이브러햄 심슨과 비슷해진다.
- 호머는 페이스북과 트위터 계정을 가지고 있다.
- 호머는 종종 매기 심슨의 존재를 망각한다.
- 호머에게는 이복형제인 허버트 파웰이 있다.
- 호머는 환경주의자이며 동성애자를 혐오한다.
- 호머는 사실 고등학교를 졸업하지 못했다.[6]
- 호머가 지능이 낮아진 이유는 어릴적 여러개의 크레파스를 콧구멍에 집어넣었기 때문이다.
- 페티 부비에와 셀마 부비에를 매우 증오한다.
- 호머의 신장은 6ft(183cm)로 작중 큰 체격을 가지고 있다. 몸무게는 120kg 이라서 비만이다.